# كلارنس بي. داهل
كلارنس بي. داهل هو سياسي أمريكي، ولد في 22 مارس 1892، وتوفي في 23 أكتوبر 1976. نشط حزبياً في الحزب الجمهوري. وقد انتخب عضو مجلس ولاية داكوتا الشمالية ‏ وانتخب نائب حاكم شمال داكوتا ‏.